# The Velvet
Pour les articles homonymes, voir Velvet.
Albums de Red Velvet
The Red
(2015) Russian Roulette
(2016)
Singles
1. One of These Nights
Sortie : 17 mars 2016

The Velvet est le deuxième mini-album du girl group sud-coréen Red Velvet. Il est sorti le 17 mars 2016 sous SM Entertainment.
L'album est le successeur spirituel de leur premier album studio The Red, sorti en septembre 2015. Suivant le concept du groupe, The Velvet se focalise sur l'image douce et veloutée du groupe, tandis que The Red se concentrait sur cet aspect vivant et rouge vif. L'EP se compose de cinq chansons ainsi que trois remixs de la chanson-titre "One of These Nights".

## Contexte et sortie
Alors qu'elles faisaient la promotion de leur dernier album lors d'une conférence de presse le 8 septembre 2015, les membres ainsi que l'agence ont laissé entendre qu'un album faisant suite à The Red sortirait, bien qu'un représentant de SM Entertainment a clarifié la situation en déclarant que rien n'avait été encore prévu,. En octobre 2015, Wendy a confirmé lors d'une interview qu'un album "viendrait après The Red".
Le 2 mars 2016, un représentant de SM Entertainment a révélé que le groupe venait de terminer de tourner un vidéoclip pour la chanson-titre de l'album. SM Entertainment a commencé à publier des teasers des membres sur le compte Instagram officiel du groupe le 10 mars et a plus tard confirmé le 16 mars une date de sortie ainsi que la chanson-titre "7월7일 (One of These Nights)". Le single est décrit comme étant une ballade R&B avec un rythme raffiné.

### Délais
Dix minutes avant sa sortie initiale prévue pour le 16 mars, SM Entertainment a annoncé que le vidéoclip et l'album ne sortiraient que le 17 afin de "garantir un travail de qualité". Le 16 mars, le groupe s'est excusé de décevoir ses fans au cours de l'émission 'Good Morning FM', où elles parlaient de leur nouvel album et de la chanson principale.

## Promotions

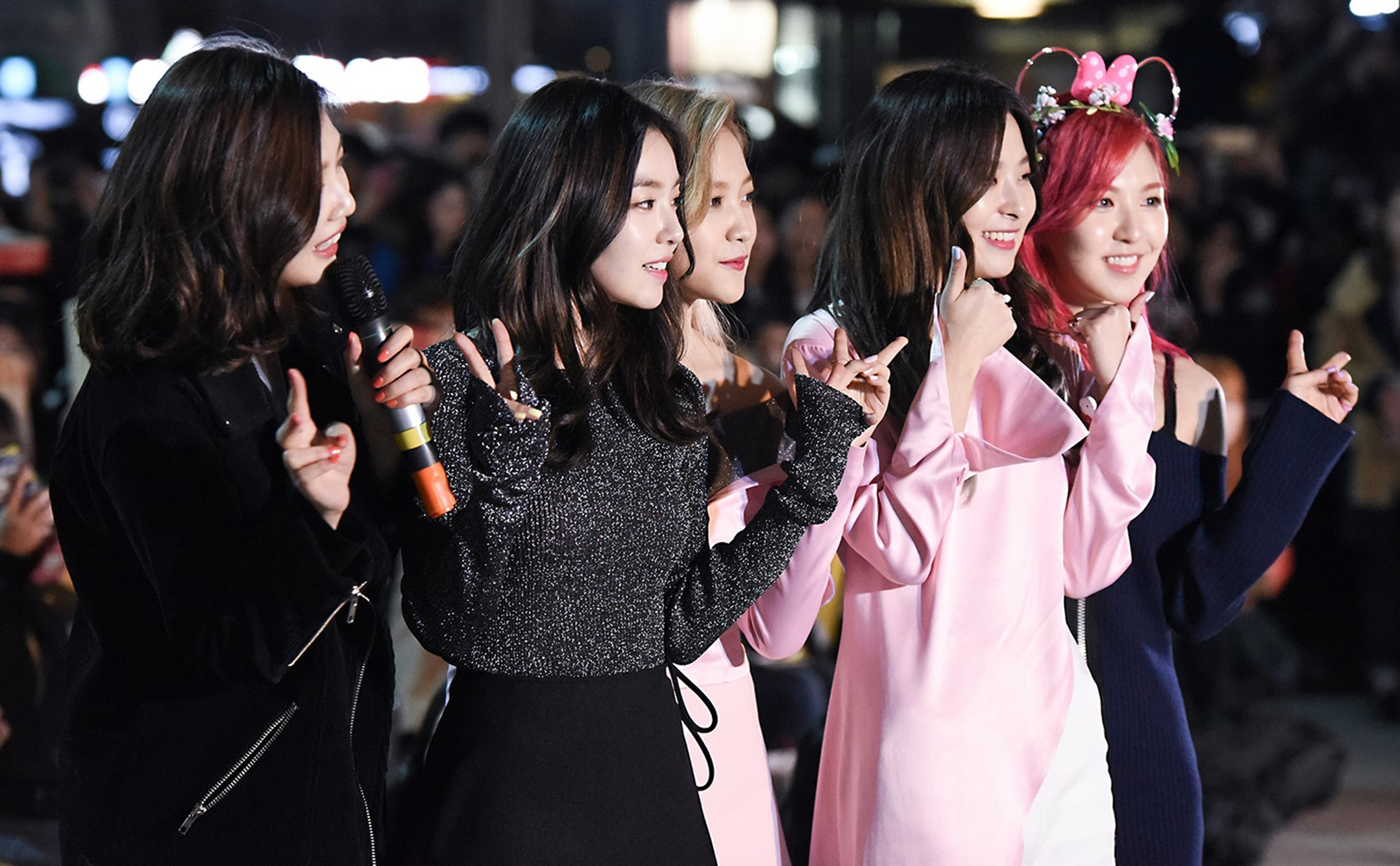
Les Red Velvet à un fan-meeting à Incheon en mars 2016

Les Red Velvet ont eu un live spécial sur la V App de Naver le 15 mars, montrant leurs nouvelles coiffures pour la première fois, et ont parlé de leur préparation pour leur comeback. Après l'annonce du délai qu'aurait leur album, le groupe s'est rendu le 16 mars à l'émission 'Good Morning FM'. Elles ont tenu un autre live sur la V App quelques heures avant la sortie de l'album. Les Red Velvet ont commencé leurs promotions sur les émissions musicales par le M! Countdown où elles ont interprété à la fois leur chanson-titre et leur morceau "Cool Hot Sweet Love".

## Composition
La chanson titre "7월7일 (One of These Nights)" est décrite comme une ballade R&B au rythme raffiné. La chanson a été composée par Hwang Chan-hee, Andreas Öberg & Maria Marcus et a été rédigée par Seo Ji-eum de Jam Factory, qui est aussi l'auteur des paroles de "Dumb Dumb". L'album inclut quatre versions de la chanson; la version normale, la version De-Capo, la version Joe Millionaire et la version Piano. La chanson a puisé son inspiration du festival coréen Chilseok, qui est célébré le septième jour du septième mois ("7월7일"). Le conte originel raconte l'histoire de deux amants, Jiknyeo et Gyeonwu, qui ont été séparés par le roi et qui étaient autorisés à se voir seulement le septième jour du septième mois du calendrier lunaire.
L'album inclut aussi des morceaux R&B tels que "Cool Hot Sweet Love" et "Light Me Up". "Rose Scent Breeze" est une ballade chantée uniquement par Wendy, Seulgi et Joy et est une reprise de la chanson de 1989 interprétée par le fondateur de SM Entertainment, Lee Soo-man.

## Vidéoclip
Le vidéoclip pour "7월7일 (One of These Nights)" donne une impression similaire que celle de leur vidéoclip pour "Automatic" avec ses transitions et ses scènes oniriques. Le style de certaines membres semble avoir été inspiré de princesses Disney, où Irene serait Blanche-Neige, Yeri la Belle au Bois dormant, et Wendy et ses cheveux rouge vifs Ariel. Yeri a aussi mentionné cette ressemblance lors d'un épisode spécial du groupe sur Naver.

## Réception et performance commerciale
Billboard a déclaré que la chanson-tire était « la performance vocale la plus expressive du groupe en date ». The Velvet a débuté à la 8e place de leur World Albums Chart. Chester Chin de The Star a fait l'éloge de l'« accumulation indolente » de l'album, ajoutant que les « sensibilités indie » de One of These Nights étaient un "pas assuré vers la bonne direction" pour le girl group. L'album a culminé au sommet du Gaon Album Chart hebdomadaire ; 7월7일 (One of These Nights) a débuté à la 10e place du Gaon Singles Chart. Toutes les autres chansons, à l’exception des remixs, se sont classées.
Les Red Velvet ont gagné leur première émission musicale avec ce comeback le 22 mars sur The Show.

## Liste des pistes
| 1.    | One of These Nights (7월 7일)                                        | Seo Ji-eum (Jam Factory) | Hwang Chan-hee, Andreas Öberg, Maria Marcus                        | Hwang Chan-hee, Lee Sung-joo, Hong So-jin                          | 04:21 |
| 2.    | Cool Hot Sweet Love                                                  | Kenzie                   | Daniel Obi Klein, Charlotte Taft, Michael Nordmark, Thomas Sardorf | Daniel Obi Klein, Charlotte Taft, Michael Nordmark, Thomas Sardorf | 03:53 |
| 3.    | Light Me Up                                                          | Kenzie                   | Kenzie, Deez, Rodnae "Chikk" Bell                                  | Deez                                                               | 03:32 |
| 4.    | First Time (처음인가요)                                              | Kenzie                   | Kenzie                                                             |                                                                    | 04:02 |
| 5.    | Rose Scent Breeze (장미꽃 향기는 바람에 날리고) (Seulgi, Wendy, Joy) | Jung Hye-kyung           | Hong Jong-ha                                                       | Park Gun-chul, Jung Soo-min                                        | 04:52 |
| 6.    | One of These Nights (7월 7일; Version De-Capo)                       | Seo Ji-eum               | Hwang Chan-hee, Andreas Öberg, Maria Marcus                        | De-Capo Music Group & Rod Bonner                                   | 04:11 |
| 7.    | One of These Nights (7월 7일; Version Joe Millionaire)               | Seo Ji-eum               | Hwang Chan-hee, Andreas Öberg, Maria Marcus                        | Joe "Joe Millionaire" Foster                                       | 04:07 |
| 8.    | One of These Nights (7월 7일; Version Piano)                         | Seo Ji-eum               | Hwang Chan-hee, Andreas Öberg, Maria Marcus                        | Hwang Chan-hee, Andreas Öberg, Maria Marcus                        | 04:05 |
| 33:03 |                                                                      |                          |                                                                    |                                                                    |       |

## Classements

### Classements hebdomadaires
| Classement (2016)         | Meilleure position |
| ------------------------- | ------------------ |
| Japon (Oricon)            | 75                 |
| Corée du Sud (Gaon)       | 1                  |
| US Billboard World Albums | 8                  |

## Récompenses et nominations

### Sur les émissions musicales
| Chanson               | Programme                 | Date         |
| --------------------- | ------------------------- | ------------ |
| "One of These Nights" | The Show (SBS MTV)        | 22 mars 2016 |
| "One of These Nights" | Show Champion (MBC Music) | 23 mars 2016 |
| "One of These Nights" | M! Countdown (Mnet)       | 24 mars 2016 |
| "One of These Nights" | Music Bank (KBS)          | 25 mars 2016 |
| "One of These Nights" | Inkigayo (SBS)            | 27 mars 2016 |

## Historique de sortie
| Région       | Date         | Format             | Label                      |
| ------------ | ------------ | ------------------ | -------------------------- |
| Mondial      | 17 mars 2016 | Téléchargement     | SM Entertainment           |
| Corée du Sud | 17 mars 2016 | CD, téléchargement | SM Entertainment, KT Music |